# Дронов, Михаил Михайлович
Дронов, Михаил Михайлович (22 января 1949 года, Калининград, СССР) — советский и российский врач-офтальмолог и учёный. Доктор медицинских наук (1987), профессор (1991). Главный офтальмолог МЧС России, член Ученого совета Военно-медицинской академии.
Является одним из авторов метода криоконсервации и трансплантации роговицы, за что в 1986 году был удостоен Государственной премии СССР.
Автор более 160 научных работ, включая 7 монографий и 14 учебно-методических пособий.

## Биография
В 1972 году окончил Военно-медицинскую академию (ВМедА), в 1973 году там же прошел первичную специализацию по общей офтальмологии.
С 1972 по 1975 год работал врачом-офтальмологом спецполиклиники воинской части 56190 в Палдиски, ЭССР. В 1975 году окончил философский факультет Таллинского университета.
С 1975 по 1997 год работал в клинике глазных болезней ВМедА, где прошел путь от старшего ординатора до заместителя начальника клиники.
С 1975 по 1978 году прошел адъюнктуру при кафедре офтальмологии ВМедА. В 1978 году защитил кандидатскую диссертацию на тему: «Глубокая дистрофия роговицы и методы её лечения». С 1981 по 1984 год был ректором Малой медицинской академии при Военно-медицинской академии.
В 1983 году служил офтальмохирургом-консультантом офтальмологического отделения Тишринского военного госпиталя в Дамаске во время вооруженного конфликта в Сирии. С 1984 по 1985 год служил главным офтальмологом 40 ОА, начальником офтальмологического отделения 650 военного госпиталя в Кабуле во время Афганской войны. В 1994—1995 годах во время Первой чеченской войны служил в Чечне и Владикавказском военном госпитале. Как военно-полевой офтальмохирург произвел более 1000 операций при травмах органов зрения и средней зоны лица.
В 1986 году за разработку метода криоконсервации и трансплантации роговицы был награждён Государственной премией СССР. В 1987 году защитил докторскую диссертацию на тему: «Способы консервации и трансплантации роговицы. Создание банка роговиц в системе ВС СССР».
В 1991 году ему присвоено звание профессора офтальмологии.
В 1997 году Михаил Дронов оставил военную службу. С 1997 по 1999 год он возглавлял Центр пластической хирургии глаза в Санкт-Петербурге. С 1999 по 2004 год был главным врачом и офтальмохирургом Научно-практического медицинского центра «Эксимер».
С 1998 по 2009 год руководил курсом «Общая офтальмология» при медицинском факультете Санкт-Петербургского государственного университета. А в 2004 году стал заведующим Офтальмологической клиники СПБГУ.
В 2004 году основал Офтальмологическую клинику профессора М. М. Дронова.
С 2009 года заведует офтальмологическим отделением ФГБУ «Всероссийский центр экстренной и радиационной медицины имени А. М. Никифорова» МЧС России. С 2013 года является руководителем ординатуры и аспирантуры по офтальмологии в системе МЧС России.

## Научная деятельность
Основные научные интересы:
- Рефракционная хирургия, лазерная коррекция зрения.
- Факоэмульсификация катаракты и имплантация интраокулярных линз (ИОЛ).
- Консервация и трансплантация глазных тканей, в том числе роговицы.
- Глаукома. Нарушения уровней глазного давления: этиология, патогенез и лечение.
- Травматические повреждения органа зрения и неотложная офтальмохирургия.
- Реконструкция и пластика орбиты и средней зоны лица.

Михаил Дронов является соавтором более 160 научных работ, включая 7 монографий и 14 учебно-методических пособий, 8 изобретений и более 100 рационализаторских предложений.
С 1985 по 1989 год был ответственным секретарем Ленинградского научного общества офтальмологов.
С 2000 по 2005 год был главным редактором журнала «Офтальмохирургия и терапия».
Является членом Ученого совета ВМедА по присуждению докторских и кандидатских степеней.

### Избранная библиография
- М. М. Дронов. Кератоконус. Диагностика и лечение. СПб, "Издательство «МедиКа», 2008. — 120 с.
- М. М. Дронов, Р. И. Коровенков. Глазное давление в норме и при патологии. СПб, МНТК Микрохирургия глаза, 2011—204 с. ISBN 5981878495, ISBN 9785981878497
- М. М. Дронов, А. В. Сенокосов. Нарушения зрения и контактная коррекция. СПб, 2011. — 208 с.
- М. М. Дронов. Причины нарушения уровня глазного давления. СПб, Нестор-История 2012. — 285 с. ISBN 978-5-90598-721-2
- Медицинская реабилитация и лечение в учрежденияхсоветской армии и военно-морского флота. Часть II, Острые хирургические заболевания и травмы
- М. М. Дронов. Криоконсервация и трансплантация роговицы.
- М. М. Дронов. Криоконсервация и трансплантация роговицы, создание низкотемпературных (-196°С) роговичных банков в ВС СССР: Автореф. дис. . д-ра мед. наук.— Л., 1987. —38с.
- М. М. Дронов. Руководство по кератопластике. СПб.: Изд-во Полиформ «Влазипресс», 1997.- 130 с. ISBN 5-88857-031-1

## Награды
- Государственная премия СССР (1986)
- Орден «За службу Родине в Вооружённых Силах СССР» III степени
- Орден «За военные заслуги» (Россия)